# Winfield, Alabama
Winfield là một thành phố thuộc quận Marion, tiểu bang Alabama, Hoa Kỳ. Dân số năm 2009 là 4534 người, mật độ đạt 101 người/km².